# 宽萼石蝴蝶
宽萼石蝴蝶（学名：Petrocosmea oblata var. latisepala）为苦苣苔科石蝴蝶属下的一个变种。

## 扩展阅读
- 維基物種上的相關：宽萼石蝴蝶